# 黎巴嫩议会
黎巴嫩议会，直译为众议院，是黎巴嫩的國家立法机关。黎巴嫩總統由黎巴嫩議會選出，由馬龍派基督徒擔任。
議長為議會領袖，由什葉派穆斯林擔任。副議長由希臘東正教徒擔任。

## 议会大樓
位於貝魯特的黎巴嫩议会大廈在1933年以亞美尼亞布雜藝術設計興建，該建築最初打算設為黎巴嫩國家圖書館。

## 選舉制度
黎巴嫩的選舉制度是普遍選舉，议会每四年選舉一次，劃分不同選區選出不同議員。各宗教群體於黎巴嫩議會所佔議席數目在選舉前已確定。
目前有128席次，其中43名天主教徒（33.5％），27名遜尼派（21％），27名什葉派（21％），20名東正教徒（15.6％），8名德魯茲人（6.2％），2名阿拉維派（1.5％）和1名福音派（0.8％）。
雖然所有成員，無論他們的宗教信仰如何，都是通過普選產生的，迫使政治家尋求來自他們自己宗教團體以外的支持，除非他們的共同宗教主義者壓倒性地支配他們的特定選區。

## 議會政黨
黎巴嫩存在許多政黨。許多政黨只不過是臨時選舉名單，由代表各個社群之間的有影響力的當地人士進行談判而形成；這些名單通常僅用於選舉目的，並且隨後不會在議會中形成可識別的分組。其他政黨是以人格為基礎的，通常包括現任或過去的政治領袖或軍閥的追隨者。
在實踐中，很少有政黨基於任何特定的意識形態，儘管理論上大多數都聲稱是。

## 外部連結
- （阿拉伯文）（法文）Official website（页面存档备份，存于）